# Geografia da África

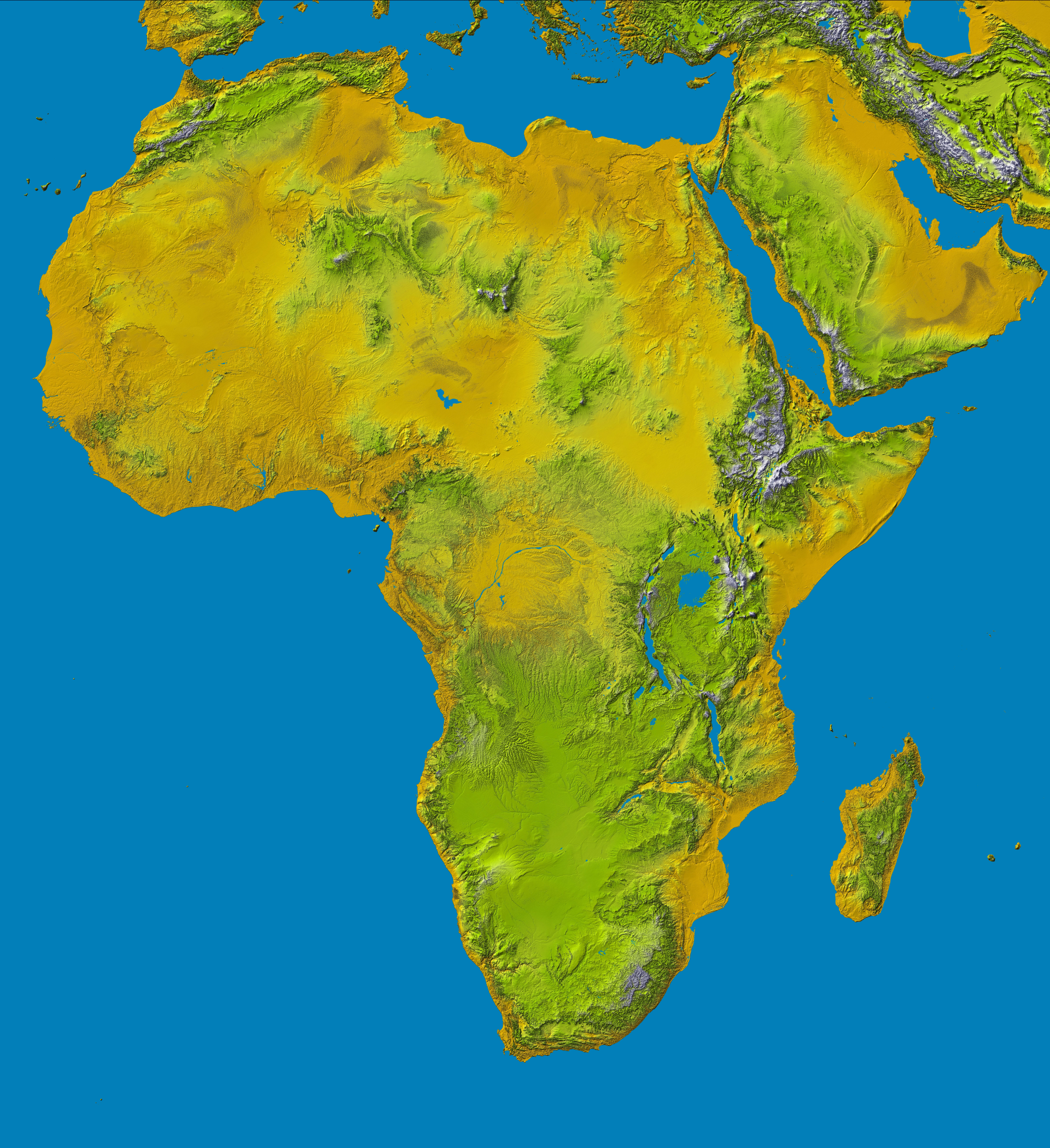
Mapa topográfico de África

África é um grande continente com pouco mais de 30 milhões de quilômetros quadrados, sendo o terceiro mais extenso (atrás da Ásia e da América) com 20,3 % da área total da terra firme do planeta. É o segundo mais populoso da Terra (atrás da Ásia) com cerca de 900 milhões de pessoas
Representando cerca de um sétimo da população do mundo, e 54 países independentes; apesar de existirem colônias pertencentes a outros países de fora desse continente, principalmente ilhas.
O continente africano é cercado pelos oceanos Atlântico a oeste e Índico a leste, além dos mares Mediterrâneo a norte e Vermelho a nordeste. O litoral africano, com mais de 27.000 km de extensão, é bastante regular, com poucos recortes e ilhas, sendo raras as baías, golfos ou penínsulas, o que torna difícil seu aproveitamento para instalações portuárias.
Cortam África três dos grandes paralelos terrestres: a linha do Equador, o trópico de Câncer e o trópico de Capricórnio, além do meridiano de Greenwich. Cerca de 80% de seu território fica na zona intertropical, sendo que a maior parte de suas terras localiza-se no hemisfério oriental (leste) e só uma pequena parte delas no hemisfério ocidental (oeste). O continente possui cinco diferentes fusos horários.
África está separada da Europa pelo mar Mediterrâneo e liga-se à Ásia na sua extremidade nordeste pelo istmo de Suez. No entanto, África ocupa uma única placa tectônica, ao contrário da Europa que partilha com a Ásia a placa Euro-asiática. Sua base geológica é formada por grandes e antigas placas tectônicas, fraturadas em algumas regiões; apresentando áreas bastante desgastadas pela erosão.
Do seu ponto mais a norte, Cabo Branco, até ao ponto mais a sul, o cabo das Agulhas, na África do Sul, vai uma distância de aproximadamente 8000 km. Do ponto mais oeste, o Cabo Verde, até ao ponto mais a leste, vai uma distância de cerca de 7500 km.
Entre os acidentes geográficos litorâneos, merecem destaque o Golfo da Guiné, no Atlântico Sul; e o Estreito de Gibraltar, entre o Oceano Atlântico e o mar Mediterrâneo, junto da península Ibérica, na Europa. Há ainda no leste do continente, a Península da Somália, chamada também de Chifre de África, o Golfo de Áden, formado por águas do oceano Índico e limitado pela península Arábica, que pertence à Ásia e a Ilha de Madagascar que delimita importante via de tráfego marítimo, o canal de Moçambique.

## Pontos extremos
Esta é a lista dos pontos extremos de África, ou seja, os pontos mais a norte, sul, leste e oeste do continente africano e ilhas correspondentes.
Do seu ponto mais ao norte, Ras besasn Sakka, na Tunísia, à latitude 37°21' N, até ao ponto mais a sul, o cabo das Agulhas na África do Sul, à latitude 34°51'15'' S, vai uma distância de aproximadamente 8000 km. Do ponto mais ocidental de África, o Cabo Verde, no [raffa[Senegal]], à longitude 17°33'22'' W, até Ras Hafun na Somália, à longitude  51°27'52'' E, vai uma distância de cerca de 7 400 km.
A África é atravessada pela linha do Equador, pelo Trópico de Câncer a norte e, pelo Trópico de Capricórnio no sul e pelo meridiano de Greenwich.
Apenas no continente
| Ponto                | Nome                       | País          | Coordenadas                  |
| -------------------- | -------------------------- | ------------- | ---------------------------- |
| Extremo setentrional | Ras ben Sakka              | Tunísia       | 37° 21′ N, 9° 48′ L          |
| Extremo meridional   | Cabo das Agulhas           | África do Sul | 34° 50′ 00″ S, 20° 00′ 00″ L |
| Extremo oriental     | Ras Hafun (Cabo Guardafui) | Somália       | 10° 26′ N, 51° 24′ L         |
| Extremo ocidental    | Cabo Verde                 | Senegal       | 14° 45′ N, 17° 31′ O         |

Considerando continente e ilhas
| Ponto                | Nome                | País            | Coordenadas          |
| -------------------- | ------------------- | --------------- | -------------------- |
| Extremo setentrional | Ilhas Galite        | Tunísia         | 37° 32′ N, 8° 56′ L  |
| Extremo meridional   | Ilha Marion         | África do Sul   | 46° 57′ S, 37° 43′ L |
| Extremo oriental     | Ilha Rodrigues      | Ilhas Maurícias | 19° 42′ S, 63° 30′ L |
| Extremo ocidental    | Ilha de Santo Antão | Cabo Verde      | 17° 04′ N, 25° 19′ O |

Extremos altimétricos
| Ponto                   | Nome                                        | País     | Coordenadas          |
| ----------------------- | ------------------------------------------- | -------- | -------------------- |
| Ponto de maior altitude | Monte Kilimanjaro, 5891,8 m                 | Tanzânia | 3° 04′ S, 37° 21′ L  |
| Ponto de menor altitude | Lago Assal, -155 m (abaixo do nível do mar) | Djibuti  | 11° 38′ N, 42° 26′ L |

A altitude média em África é de cerca de 600 metros.

## Hidrografia
Sendo as regiões norte e sul praticamente tomadas por desertos, a África possui relativamente poucos rios. Alguns deles são muito extensos e volumosos, por estarem localizados em regiões tropicais e equatoriais; outros atravessam áreas desérticas, tornando a vida possível ao longo de suas margens. Poucos rios de grande extensão se destacam.
A maior importância cabe ao rio Nilo, o segundo mais extenso do mundo (após o Solimões-Amazonas), cujo comprimento é superior a 6.500 km. Nasce nas proximidades do Lago Vitória, percorre o nordeste africano e desagua no mar Mediterrâneo na forma de um delta de 20 mil Km2, onde se situa uma das mais importantes áreas agrícolas do continente.
Além do Nilo, há outros rios importantes para a África, como o Congo, um rio da zona equatorial, com grande volume de água e elevado potencial hidrelétrico. Após percorrer 4.400 km, desemboca no Atlântico, com a segunda maior vazão do mundo. Há ainda o Níger, que nasce na Guiné, próximo ao oceano Atlântico, e corre para o interior, penetrando no deserto do Saara. Na metade do caminho muda de direção e cai numa longa e estreita planície em direção ao sul, desaguando no golfo da Guiné, após percorrer 4.160 km. Menos extensos, mas igualmente relevantes, são o Zambeze, o Senegal, o Orange, o Limpopo e o Zaire.
Quanto aos lagos, a África possui alguns mais extensos e profundos, de origem tectônica e vulcânica; a maioria situada no leste do continente, como o Vitória, terceiro maior do mundo, com quase 70 mil m2, o Rodolfo, o Niassa e o Tanganica. Este último, com quase 1.500 metros de profundidade, evidencia com mais ênfase a grande falha geológica na qual se alojaram os lagos. Milhares de pequenos lagos da região têm água contaminada por sais e ácidos provenientes dos vulcões, o que inviabiliza o seu uso pela população..
Quase três quartos do continente estão situados na zona intertropical da Terra, apresentando, por isso, altas temperaturas com pequenas variações anuais.
Localizados no interior do território africano, os desertos ocupam grande parte do continente. O deserto do Saara ocupa um terço do território africano. Ali são registradas temperaturas superiores a 40º C.
O clima do continente é bastante diversificado, sendo determinado principalmente pela conjunção de dois fatores: as baixas altitudes e a predominância de baixas latitudes. Distinguem-se na África os climas equatorial, tropical, desértico e mediterrâneo. As médias térmicas mantêm-se elevadas durante o ano todo, exceto nos extremos norte e sul e nos picos das montanhas mais altas.
O clima equatorial, quente e úmido o ano todo, abrange parte da região Centro-Oeste do continente. Apresenta-se na parte central, com temperaturas que variam entre 25ºC e 30ºC e índices pluviométricos que atingem até 3.000 mm ao ano. Em razão das altas taxas de umidade relativa do ar e da abundância de chuvas, praticamente não existe estiagem, o que proporciona a proliferação de florestas equatoriais.
O clima tropical quente com invernos secos domina quase inteiramente as terras africanas. As temperaturas médias presentes oscilam entre 22ºC e 25ºC com índices pluviométricos que atingem até 1.400 mm ao ano. Nas regiões onde esse clima predomina existem duas estações bem definidas, sendo uma seca e uma chuvosa.
Do centro ao sul, inclusive a ilha de Madagascar; o clima desértico, por sua vez, compreende uma grande extensão da África, acompanhando os desertos do Saara e de Kalahari.
O clima mediterrâneo manifesta-se em pequenos trechos do extremo norte e do extremo sul do continente, apresentando-se quente com invernos úmidos. Apresenta temperaturas mais amenas; nessas áreas as temperaturas variam entre 15ºC e 20ºC.
A pluviosidade na África é bastante desigual, sendo a principal responsável pelas grandes diferenças entre as paisagens africanas. As chuvas ocorrem com abundância na região equatorial, mas são insignificantes nas proximidades do Trópico de Câncer, onde se localiza o deserto do Saara, e do Trópico de Capricórnio, região pela qual se estende o Kalahari..

## Economia
A Economia da África consiste na agricultura e nos recursos dos povos da África. Embora algumas partes do continente tenham conseguido ganhos significativos nos últimos anos, dos 60 países revistos no relatório humano de desenvolvimento de 2003 das Nações Unidas, 25 das 53 nações africanas foram classificadas como tendo o mais baixo nível de vida entre as nações do mundo inteiro. Isto é em parte devido a sua história turbulenta. Desde o século XX, com a descolonização da Africa, a corrupção e o descaso das autoridades contribuíram para empobrecer a economia da África.
Porém, algumas nações alcançaram relativa estabilidade política, como é o caso da África do Sul. O principal bloco econômico é o SADC, formado por 14 países. O PIB total da África é de apenas 1% do PIB mundial e o continente participa de apenas 2% das transações comerciais que acontecem no mundo. Cerca de 260 dos mais de 800 milhões de habitantes da África vivem com menos de 1 dólar ao dia, abaixo do nível da pobreza definido pelo Banco Mundial.
Distinguindo-se pelas elevadas taxas de natalidade e de mortalidade e pela baixa expectativa de vida e abrigando uma população jovem, a África caracteriza-se pelo subdesenvolvimento. Aparecendo ao mesmo tempo como causa e consequência desse panorama, os setores econômicos em que os países africanos apresentam algum destaque constituem herança do seu passado colonial: o extrativismo e a agricultura - setores em que são baixos os investimentos e o custo da mão de obra - cuja produção é destinada a abastecer o mercado externo.Recursos minerais, tais como ouro, diamantes, urânio, níquel e outros, explorados na África Austral, são uma das maiores riquezas do continente africano. Existem ainda grandes reservas de petróleo, gás natural e fosfatos.
Muitos países africanos, com grandes extensões de floresta tropical e savana, que albergam importante biodiversidade, estão explorando essa riqueza através do turismo, principalmente nos seus parques nacionais.
A incipiente industrialização do continente, por sua vez, está restrita a alguns pontos do território. Iniciou-se tardiamente, após o processo de descolonização, motivo pelo qual as indústrias africanas levam grande desvantagem em relação ao setor industrial altamente desenvolvido de países do Primeiro Mundo, ou mesmo de países subdesenvolvidos, mas industrializados, como o Brasil.
A base econômica da África está na agricultura, na criação de gado e no extrativismo mineral. A indústria é pouco desenvolvida.

## População
Com uma população de mais de 1,2 bilhões de habitantes e uma área de cerca de 30 milhões de km², a África tem uma densidade populacional de cerca de 26 habitantes por km². A população está dividida em vários grupos, mesmo dentro de cada país:
- A África Negra, localizada ao sul do Saara, é composta por uma maioria de bantus, com grupos mais pequenos de khoisan no sudoeste (Namíbia e Botswana, principalmente), os pigmeus na selva equatorial e os nilotas na África Oriental. Estes povos falam mais de 1000 línguas diferentes.

- Ao norte do Saara, a população é predominantemente árabe, havendo, contudo, grandes grupos de tuaregues e berberes, que já foram a população predominante nesta área.

A África é, sem dúvida, o continente que apresenta os piores indicadores sociais do mundo. Grande parte da população se concentra na Nigéria, Egito, Etiópia, República Democrática do Congo e África do Sul, que são países mais populosos.
As regiões que apresentam maiores densidades demográficas são aquelas que possuem solos férteis, como o vale fluvial e o delta dos rios Nilo e Níger, além da costa litorânea, lugar com boa incidência de chuvas.
As regiões da África que apresentam baixa densidade demográfica compreendem as áreas desérticas, como o deserto do Saara (África Islâmica), deserto da Namíbia e do Calaari e nas florestas do Congo (África Subsaariana).
Atualmente, o continente tem passado por um intenso processo de urbanização, mesmo assim, são restritos os centros urbanos de grande porte, as maiores cidades são Cairo (Egito), com cerca de 7 milhões de habitantes; Alexandria (Egito), com 4 milhões; Lagos (Nigéria), com 7 milhões; Casablanca (Marrocos), com 3,7 milhões; Kinshasa (República Democrática do Congo), com 9 milhões; Argel (Argélia), com 2,5 milhões; e Cidade do Cabo (África do Sul), com 3,4 milhões.

## Relevo
O relevo africano se caracteriza pelo predomínio de imensos tabuleiros (planaltos pouco elevados) e considerável altitude média, de cerca de 750 metros. As regiões central e norte são ocupadas, em sua totalidade, por planaltos intensamente erodidos, constituídos de rochas muito antigas e limitados por grandes escarpamentos.
Há 200 milhões de anos a África fazia parte, juntamente com a América do Sul, do supercontinente de Gondwana. A separação formou o oceano Atlântico e isolou os dois continentes, que ainda têm algumas semelhanças de estrutura geológica e formas de relevo.
Ao norte predomina área planáltica, ampla e desértica - o Saara - que se estende do oceano Atlântico ao mar Vermelho. A maior formação rochosa desta área são os montes Tibesti (Chade), onde se localiza o pico culminante da região, o Emi Koussi - 3.415 metros.
Além do deserto encontra-se a Cadeia do Atlas, que ocupa a região norte do Marrocos, da Argélia e da Tunísia. Sua formação recente apresenta montanhas cujos picos chegam a atingir 4.000 metros de altura; nesta região, o subsolo apresenta significativas reservas de petróleo, gás natural, ferro, urânio e fosfato, além de representar grande importância para a geografia local, pois ela barra os ventos úmidos, favorecendo a formação de rios temporários.
No leste encontra-se uma de suas características físicas mais marcantes: uma falha geológica estendendo-se de norte a sul, o Grande Vale do Rift, uma fenda tectônica em que se sucedem montanhas, algumas de origem vulcânica e grandes depressões. Nessa região se localizam os maiores lagos do continente, circundados por altas montanhas, destacando-se: o Quilimanjaro (5.895 metros), o monte Quênia (5.199 metros) e o Ruwenzori (5.109 metros).
Ao sul, surgem planaltos, onde merecem destaque os montes Drakensberg, com poucos picos elevados acima dos três mil metros, mas suficientes para barrar os ventos húmidos do oceano Índico, formando uma costa de climas mais amenos. Ao longo do litoral, situam-se as planícies costeiras, por vezes bastante vastas. As planícies ocupam área menor do que a dos planaltos. Podemos citar as planícies do Níger e do Congo.
A África não possui muitas ilhas ao seu redor. No Atlântico, se localizam algumas, formadas por picos submarinos, como as Ilhas Canárias e a Ilha da Madeira, bem como os arquipélagos de São Tomé e Príncipe e de Cabo Verde. No Oceano Índico encontra-se uma grande ilha - a de Madagáscar - e outras de extensão reduzida, entre as quais Comores, Maurício e Seychelles..